# Episodi di The District (seconda stagione)
La seconda stagione della serie televisiva The District, composta da 22 episodi, è stata trasmessa negli Stati Uniti sul canale CBS dal 29 settembre 2001 al 18 maggio 2002.
In Italia è stata trasmessa su Rai 2 dal 2005 al 2006.
| nº | Titolo originale      | Titolo italiano         | Prima TV USA      | Prima TV Italia |
| -- | --------------------- | ----------------------- | ----------------- | --------------- |
| 1  | Lost and Found        | Perduti e ritrovati     | 29 settembre 2001 | 2005            |
| 2  | Foreign Affair        | Affari esteri           | 6 ottobre 2001    |                 |
| 3  | Night Shift           | Il mamba nero           | 13 ottobre 2001   |                 |
| 4  | The Project           | Protezione forzata      | 20 ottobre 2001   |                 |
| 5  | To Serve and Protect  | Servire e proteggere    | 27 ottobre 2001   |                 |
| 6  | Melt Down             | Ragazzi da salvare      | 3 novembre 2001   |                 |
| 7  | Bulldog's Ghost       | Il fantasma del Vietnam | 10 novembre 2001  |                 |
| 8  | Tug of War            | Una morte assurda       | 24 novembre 2001  |                 |
| 9  | Cop Hunt              | Caccia al poliziotto    | 1º dicembre 2001  |                 |
| 10 | Thursday              | Un giovedì da eroe      | 15 dicembre 2001  |                 |
| 11 | Russian Winter        | Inverno russo           | 12 gennaio 2002   |                 |
| 12 | Twist of Hate         | Il colore dell’odio     | 26 gennaio 2002   |                 |
| 13 | This Too Shall Pass   | Speculazioni edilizie   | 2 febbraio 2002   |                 |
| 14 | Wasteland             | Pericolo ambientale     | 2 marzo 2002      |                 |
| 15 | Daughter for Daughter | Figlia per figlia       | 9 marzo 2002      |                 |
| 16 | The Greenhouse Effect | Bugia a fin di bene     | 23 marzo 2002     |                 |
| 17 | Still Life            | La vita continua        | 6 aprile 2002     |                 |
| 18 | Shades of Gray        | Un solo comandante      | 20 aprile 2002    |                 |
| 19 | Shell Game            | Scatole cinesi          | 27 aprile 2002    |                 |
| 20 | The Killing Point     | Segreto confessionale   | 4 maggio 2002     |                 |
| 21 | Convictions           | Un giocattolo rotto     | 11 maggio 2002    |                 |
| 22 | Payback               | La resa dei conti       | 18 maggio 2002    | 2006            |